# メジカルビュー社
株式会社メジカルビュー社（メジカルビューしゃ）は、日本の出版社。
1968年に株式会社メジカルビュー社設立。主に医学領域の専門書を出版。